# Kadima
Kadima (hebreiska: קדימה, Qādīmāh, svenska: "Framåt") är ett politiskt parti i Israel, grundat av Ariel Sharon den 21 november 2005.

## Politik
Kadima är ett nationellt och liberalt mittenparti, till vänster om Sharons gamla parti, högeralliansen Likud. Man avfärdar drömmen om ett Stor-Israel, stödjer färdplanen för fred och kommer att fortsätta verka för principen "land för fred". Sharon har dock aviserat att man inte är beredda att lämna hela Västbanken. Partiet ser Jerusalem som Israels odelbara huvudstad.

## Namnregistrering
Sharon övervägde först att kalla sitt parti Ahrayut Leumit (אחריות לאומית) vilket betyder "Nationellt ansvar" eller HaTihkva (Hopp) men när man den 24 november 2005 registrerade det nya partiet valde man till slut att kalla det Kadima som betyder "Framåt".

## Partiordförande
Ehud Olmert valdes 16 januari 2006 till partiordförande och efterträdde grundaren Ariel Sharon som tvingades lämna uppdraget på grund av dålig hälsa. Tzipi Livni valdes till ny partiordförande 18 september 2008.

## Kända medlemmar
- Dalia Itzik, talman i Knesset och interimspresident.

Ett tiotal ministrar och parlamentariker följde med Sharon från Likud.
Viktiga personer som lämnat Likud:
- Vice premiärminister Ehud Olmert
- Försvarsminister Shaul Mofaz
- Turistminister Avraham Hirchenson
- Justitieminister Tzipi Livni
- Säkerhetsminister Gideon Ezra
- Transportminister Meir Sheetrit
- Knessetledamot Marinah Solodkin
- Knessetledamot Ronni Bar-On
- Knessetledamot Ruhamah Avraham
- Knessetledamot Eli Aflalo
- Knessetledamot Ze'ev Boym
- Knessetledamot Majallie Whbee
- Före detta Knessetledamot Omri Sharon
- Före detta knessetledamot Dan Meridor
- Före detta knessetledamot Ronni Milo (Har varit borgmästare i Tel Aviv)
- Före detta säkerhetspolis chef (SHABAK) Avi Dichter

## Valframgång
I de allmänna valen i mars 2006 blev Kadima Israels största politiska parti, med 29 mandat i Knesset, och partiledaren Ehud Olmert blev premiärminister i en koalitionsregering tillsammans med Arbetarpartiet, Shas och Pensionärspartiet.

## Valresultat
| Valår | Antal röster | Procent | Mandat      |
| ----- | ------------ | ------- | ----------- |
| 2006  | 690,901      | 22,02%  | 29 (av 120) |
| 2009  | 758,032      | 22,47%  | 28 (av 120) |
| 2013  | 79,487       | 2,09%   | 2 (av 120)  |